# Lista do Patrimônio Mundial na Sérvia
A Organização das Nações Unidas para a Educação, a Ciência e a Cultura (UNESCO) propôs um plano de proteção aos bens culturais do mundo, através do Comité sobre a Proteção do Património Mundial Cultural e Natural, aprovado em 1972. Esta é uma lista do Patrimônio Mundial existente na Sérvia, especificamente classificada pela UNESCO e elaborada de acordo com dez principais critérios cujos pontos são julgados por especialistas na área. A Sérvia, país da Europa oriental de importante legado cultural e histórico húngaro e eslavo, sucedeu Sérvia e Montenegro à convenção em 11 de setembro de 2001, tornando seus locais históricos elegíveis para inclusão na lista.
O sítio Antiga Ras e Sopoćani foi o primeiro local da Sérvia incluído na lista do Patrimônio Mundial da UNESCO por ocasião da 3.ª Sessão do Comitê do Património Mundial, realizada em Luxor (Egito) em 1979. Desde então, a Sérvia totaliza 5 sítios classificados como Patrimônio da Humanidade, sendo todos estes de classificação Cultural. 
O sítio Monumentos Medievais do Kosovo foi declarado Patrimônio Mundial da Sérvia pela UNESCO em 2004, dois anos antes da declaração de independência da região em que se encontra. Além disso, o Kosovo possui reconhecimento internacional limitado o que faz com que a organização ainda reconheça o sítio listado como bem integrante da Sérvia.

## Bens culturais e naturais
A Sérvia conta atualmente com os seguintes lugares declarados como Patrimônio da Humanidade pela UNESCO:
| | Antiga Ras e Sopoćani |
| Bem cultural inscrito em 1979. |                       |
| Localização: Sérvia Central |                       |
| Nos arredores da antiga cidade de Ras, a primeira capital da Sérvia, um impressionante conjunto de monumentos medievais formados por fortalezas, igrejas e mosteiros, entre os quais se destaca Sopoćani, um testemunho histórico excepcional dos contatos entre a civilização ocidental e o mundo Bizantino. (UNESCO/BPI) |                       |

| | Mosteiro de Studenica |
| Bem cultural inscrito em 1986. |                       |
| Localização: Sérvia Central |                       |
| Fundado por Stevan Nemanja, criador do estado medieval sérvio, logo após sua abdicação no final do século XII, o Mosteiro de Studenica é o maior e mais rico dos mosteiros ortodoxos da Sérvia. Seus dois principais monumentos, a Igreja da Virgem e a Igreja do Rei, construídos em mármore branco, abrigam um autêntico museu de pintura bizantina dos séculos XIII e XIV. (UNESCO/BPI) |                       |

| | Monumentos Medievais do Kosovo |
| Bem cultural inscrito em 2004, estendido em 2006, em perigo desde 2006. |                                |
| Localização: Kosovo |                                |
| Os quatro componentes do sítio são testemunho do apogeu da cultura eclesiástica bizantino-românica da região dos Balcãs entre os séculos XIII e XVII, caracterizada por suas pinturas murais peculiarmente trabalhadas. O Mosteiro de Dečani é o mausoléu do rei da Sérvia, Stefan Dečanski, que ordenou a sua construção em meados do século XIV. O Mosteiro Patriarcal de Peć, localizado nos arredores da cidade homônima, é composto por quatro igrejas abobadadas decoradas com pinturas murais. Os afrescos do século XIII na Igreja dos Santos Apóstolos são um exemplo excepcional do período de maturidade de um estilo único de pintura monumental. Os afrescos do início do século XIV na Igreja da Santa Virgem em Ljeviša são representativos do surgimento de um novo estilo chamado Paleólogo-Bizantino, no qual as influências da arte ortodoxa oriental e as tradições da arte românica ocidental se misturam. Este estilo exerceu uma influência decisiva na arte balcânica de tempos posteriores. (UNESCO/BPI) |                                |

| | Gamzigrad-Romuliana, Palácio de Galério |
| Bem cultural inscrito em 2007. |                                         |
| Localização: Sérvia Central |                                         |
| Localizado no leste da Sérvia, o sítio de Gamzigrad é um complexo monumental do final do período romano que consiste em uma série de edifícios palatinos fortificados e um conjunto de edifícios memoriais localizados em uma colina adjacente. A sua construção, ordenada pelo imperador romano Caio Valério Galério Maximiano, data do final do século III e início do século IV. O local, que leva o nome da mãe do imperador, Felix Romuliana, compreende, além do palácio localizado na parte noroeste, uma série de fortificações, basílicas, templos, banhos e edifícios memoriais, além de um tetrápilo. Este vasto complexo monumental é um exemplo único do entrelaçamento de funções cerimoniais e comemorativas. (UNESCO/BPI) |                                         |

| | Cemitério de tumbas medievais Stécci |
| Bem cultural inscrito em 2016. |                                      |
| Este bem é compartilhado com: Bósnia e Herzegovina, Croácia e Montenegro. |                                      |
| Localização: Sérvia Central |                                      |
| Este sítio serial está integrado por tumbas medievais (stécci) de trinta locais diversos situados na Bósnia e Herzegovina, no centro-sul da Croácia e na parte ocidental do Montenegro e ao oeste da Sérvia. Estes monumentos fúnebres, característicos destes regiões, datam dos séculos XII a XVI e estão dispostos em fileiras em cemitérios, tal como era costume fazer na Europa desde a Idade Média. Em sua maioria, estão esculpidos em pedra calcária com grande variedade de temas ornamentais e inscrições que mostram não somente a continuidade dos elementos europeus medievais deste tipo, como também a persistência de tradições locais específicas mais antigas. (UNESCO/BPI) |                                      |

## Lista Indicativa
Em adição aos sítios inscritos na Lista do Patrimônio Mundial, os Estados-membros podem manter uma lista de sítios que pretendam nomear para a Lista de Patrimônio Mundial, sendo somente aceitas as candidaturas de locais que já constarem desta lista. Desde 2021, a Sérvia apresenta 11 locais em sua Lista Indicativa.